# Art radionica Lazareti
Art radionica Lazareti (akronim ARL) nalazi se u Dubrovniku, a osnovana je 1989. godine. Ideja i cilj su joj aktivno i istraživačko bavljenje suvremenom umjetnošću, suvremenom kulturom, društvom, politikom i njihovim međuodnosima.
ARL djeluje putem produkcije, distrubucije i poticanja razvoja suvremenog umjetničkog stvaralaštva i nezavisne kulturne produkcije. 

## Povijest
Akcija Pustinja slobode je simbolički početak ARL-a kojom su se umjetnici Slaven Tolj, Marojica Mitrović i Božidar Jurjević 1989. godine izdvojili iz godišnje izložbe dubrovačkog HDLU-a na lokalnoj likovnoj sceni, kada su na terasu dubrovačke Umjetničke galerije iz okolnih dubrava prenijeli i izložili izgorjela stabla, sa zajedničkim programskim tekstom. Djelovanja ARL kao udruge registrirana je 1994. godine.

## Aktivnosti
Prošli i aktivni projekti ARL-a:
- Galerija Otok - predstavlja suvremene vizualne umjetnosti kroz samostalne i skupne koncepcijske izložbe, predavanja, konferencije, prezentacije te organizira predstavljanja dubrovačkih, hrvatskih i inozemnih umjetnika.
- Scena Karantena – festival suvremene nezavisne kazališne, plesne, performans i glazbene produkcije
- Artists-in-residency i koprodukcijski programi
- Radionice – vizualne umjetnosti, ples, kazalište, video, fotografija, glazba, teorijske radionice
- Protuotrov – javne akcije, tribine, okrugli stolovi
- Izdavaštvo – teorija, filozofija, kulturologija...
- Glazbeni program – koncerti, radionice, performansi
- Film & Video programi – projekcije, predavanja, radionice
- Čitanje s olovkom u ruci - radionice razvoja čitateljskih i interpretacijskih kompetencija[3][4]

Voditelji ARL-a su bili Slaven Tolj i Srđana Cvijetić. 
Od 2002. godine ARL je članica mreže Clubture.